# Khủng hoảng Marawi
Trận Marawi hay xung đột Marawi  là một cuộc xung đột vũ trang diễn ra tại Marawi, Lanao del Sur giữa lực lượng an ninh chính phủ Philippines và các chiến binh của các nhóm Maute và Abu Sayyaf bắt đầu vào ngày 23 tháng 5 năm 2017.
Chính phủ Philippines tuyên bố các cuộc đụng độ bắt đầu khi họ tấn công thành phố để bắt được Isnilon Hapilon của Abu Sayyaf, sau khi nhận được tin rằng Hapilon đang ở trong thành phố, có thể gặp các chiến binh của nhóm Maute. Một vụ đánh bom chết người đã nổ ra khi lực lượng Hapilon nổ súng vào các đội quân và cảnh sát kết hợp và kêu gọi viện trợ từ Maute, một nhóm vũ trang đã cam kết trung thành với nhóm Hồi giáo của Nhà nước Hồi giáo và những người được cho là chịu trách nhiệm về vụ đánh bom thành phố Davao năm 2016, Theo người phát ngôn quân đội.
Các chiến binh của nhóm Maute đã tấn công trại Ranao và chiếm một số cơ sở trong thành phố, bao gồm Tòa thị chính Marawi, Đại học nhà nước Mindanao, bệnh viện và nhà tù thành phố. Nhóm này cũng nằm trên con đường chính ở Marawi và đốt cháy nhà thờ St. Mary, trường Ninoy Aquino và trường cao đẳng Dansalan thuộc quản lý của Giáo hội Cơ đốc Thống nhất Philippines.
Quân đội Philippines triển khai hai trực thăng gắn súng máy và khoảng 100 binh lính, gồm những lực lượng đặc biệt được Mỹ huấn luyện, tới thành phố Marawi để giành lại quyền kiểm soát các tòa nhà, đường phố đang bị nhóm Maute chiếm giữ, Reuters hôm nay đưa tin.
Chính quyền Philippines cũng đã đưa xe tải tới di tản những người dân còn sót lại ở thành phố. Phát ngôn viên Trung đoàn Bộ binh thứ nhất Philippines Jo-Ar Herrera cho biết khoảng 7 binh sĩ chính phủ, 13 phiến quân và một dân thường đã thiệt mạng từ khi bạo lực bùng phát hôm 23/5.
Các binh lính Philippines nấp sau những xe thiết giáp hoặc các bức tường và bắn vào các điểm cao đang bị phiến quân chiếm giữ.

## Bối cảnh
Lực lượng vũ trang Philippines (AFP) tuyên bố rằng cuộc chiến ở Marawi là do một chiến dịch do quân đội phối hợp với Cảnh sát Quốc gia Philippines, trái với các báo cáo trước đó rằng vụ đụng độ đã được bắt đầu bởi các nhóm chiến binh. Các lực lượng an ninh của chính phủ nhận được báo cáo rằng một nhóm các chiến binh Abu Sayyaf do Isnilon Hapilon lãnh đạo đã ở Marawi để có thể gặp gỡ các đối tác của Maute. Bộ Tư pháp Hoa Kỳ đã liệt kê Hapilon là một trong số những kẻ khủng bố bị truy nã gắt gao nhất thế giới với khoản tiền thưởng lên tới 5 triệu đô la Mỹ để bắt ông.
Các cư dân Marawi báo cáo sự hiện diện của một nhóm vũ trang trong khu vực của họ và sau khi AFP xác minh thông tin, quân đội đã phát động một "cuộc phẫu thuật".

## Phản ứng của chính phủ
Sau cuộc đụng độ, Tổng thống Rodrigo Duterte đã tuyên bố thiết quân luật ở Mindanao vào lúc 10:00 vào tối ngày (UTC + 8) ngày 23 tháng 5 năm 2017. Theo Hiến pháp năm 1987, trạng thái của thiết quân luật ban đầu sẽ kéo dài 60 ngày. Tổng thống Duterte cũng quyết định rút ngắn chuyến thăm ngoại giao của ông tới Nga.
Phó Tổng thống Leni Robredo kêu gọi thống nhất khi quân đội chính phủ tiếp tục tham gia vào cuộc chiến chống lại một nhóm khủng bố địa phương ở Marawi.

## Phản ứng

### Phương tiện truyền thông xã hội
Các phương tiện truyền thông có các phản ứng khác nhau. Những lời cầu nguyện đã làm tràn lên các phương tiện truyền thông xã hội giữa các báo cáo về sự tiếp quản và đốt phá các cơ sở công cộng và tư nhân của Maute ở Marawi, chiều thứ ba với xu hướng bắt đầu bằng hashtag #PrayForMarawi trên các phương tiện truyền thông xã hội. Trong số báo cáo chưa được xác nhận về việc chặt đầu và bắt cóc, phát ngôn viên của PNP Dionardo Carlos đã kêu gọi trong một cuộc họp báo giới thiệu tới công chúng để giới hạn "những gì họ biết những gì họ nhìn thấy" trong việc đưa các bài viết liên quan đến sự kiện Marawi trong các phương tiện truyền thông xã hội. Rất nhiều nhân vật truyền hình Philippines đã bày tỏ phản ứng của họ đối với cuộc xung đột đang diễn ra giữa các lực lượng chính phủ và nhóm khủng bố Maute ở Mindanao. Một số người nổi tiếng của Pinoy cũng kêu gọi thống nhất mặc dù đã có sự phân chia trong các liên minh chính trị.

### Các lĩnh vực tôn giáo
Chủ tịch Hội đồng Giám mục Công giáo Philippines hôm thứ Tư đã cầu nguyện sau khi những kẻ khủng bố của Maute đưa linh mục và một số giáo dân làm con tin ở Marawi. Chủ tịch CBCP cũng yêu cầu các lực lượng của chính phủ "đảm bảo an toàn cho các con tin xem xét nguyên tắc" trong khi đảm bảo rằng luật pháp được duy trì.
Trung tâm Hồi giáo và Dân chủ Philippines lên án các hành động của các nhóm chiến binh nói rằng các hành động của họ trái ngược với những lời dạy của đạo Hồi. Nhóm Hồi giáo lưu ý rằng vụ việc xảy ra vào thời điểm người Hồi giáo chuẩn bị cho lễ Ramadan, theo đó họ đã làm các hành động của các chiến binh tàn bạo hơn.

### Quốc tế
Malaysia bắt đầu thắt chặt biên giới với Philippines ngay sau khi Tổng thống công bố thiết quân luật. Tổng thanh tra Cảnh sát Khalid Abu Bakar nói rằng họ đã "thực hiện các biện pháp phòng ngừa, và luôn luôn cảnh giác với những gì đang diễn ra ở các nước láng giềng Philippines".
Tổng thống Nga Vladimir Putin đã bày tỏ sự chia buồn với các nạn nhân của các cuộc tấn công Marawi khi Tổng thống Duterte cắt đứt chuyến thăm cấp nhà nước của ông tại Moskva. Trong cuộc họp song phương của họ tại điện Kremlin, ông Putin nói với Duterte rằng "các đồng nghiệp của tôi và tôi hoàn toàn hiểu rõ rằng bạn phải trở về quê hương" và bày tỏ hy vọng rằng cuộc xung đột "sẽ được giải quyết càng sớm càng tốt và với tổn thất thương vong ít nhất".
Chính phủ Anh cảnh cáo người dân của mình tránh đi đến miền tây Mindanao, bao gồm cả Marawi, nơi các vụ đụng độ vẫn đang diễn ra giữa quân đội chính phủ và các nhóm khủng bố Maute.